# FIRA Trophy 1983-84
El FIRA Trophy de la temporada  1983-84  fue la 11° edición con esta denominación y la 24° temporada del segundo torneo en importancia de rugby en Europa, luego del Torneo de las Seis Naciones.

## FIRA Trophy
| Lugar | Selección       | Partidos | Partidos | Partidos  | Partidos | Puntos  | Puntos    | Puntos | Tabla de puntos |
| Lugar | Selección       | Jugados  | Ganados  | Empatados | Perdidos | A favor | En contra | dif.   | Tabla de puntos |
| ----- | --------------- | -------- | -------- | --------- | -------- | ------- | --------- | ------ | --------------- |
| 1     | Francia         | 5        | 5        | 0         | 0        | 129     | 47        | +82    | 15              |
| 2     | Rumania         | 5        | 3        | 0         | 2        | 75      | 40        | +35    | 11              |
| 3     | Italia          | 5        | 3        | 0         | 2        | 68      | 60        | +8     | 11              |
| 4     | Unión Soviética | 5        | 3        | 0         | 2        | 67      | 70        | -3     | 11              |
| 5     | Polonia         | 4        | 1        | 0         | 3        | 13      | 84        | -71    | 6               |
| 6     | Marruecos       | 4        | 0        | 0         | 4        | 25      | 76        | -51    | 4               |

| Bandera de Francia   |
| Campeón Francia      |
| Décimo noveno título |

## Segunda División

### Grupo A
| Lugar | Selección    | Partidos | Partidos | Partidos  | Partidos | Puntos  | Puntos    | Puntos | Tabla de puntos |
| Lugar | Selección    | Jugados  | Ganados  | Empatados | Perdidos | A favor | En contra | dif.   | Tabla de puntos |
| ----- | ------------ | -------- | -------- | --------- | -------- | ------- | --------- | ------ | --------------- |
| 1     | España       | 4        | 3        | 1         | 0        | 103     | 28        | +75    | 11              |
| 2     | Portugal     | 4        | 3        | 1         | 0        | 79      | 21        | +58    | 11              |
| 3     | Bélgica      | 4        | 1        | 1         | 2        | 49      | 39        | +10    | 7               |
| 4     | Países Bajos | 4        | 1        | 1         | 2        | 43      | 62        | -19    | 7               |
| 5     | Dinamarca    | 4        | 0        | 0         | 4        | 28      | 152       | -124   | 4               |

### Grupo B
| Lugar | Selección      | Partidos | Partidos | Partidos  | Partidos | Puntos  | Puntos    | Puntos | Tabla de puntos |
| Lugar | Selección      | Jugados  | Ganados  | Empatados | Perdidos | A favor | En contra | dif.   | Tabla de puntos |
| ----- | -------------- | -------- | -------- | --------- | -------- | ------- | --------- | ------ | --------------- |
| 1     | Túnez          | 4        | 4        | 0         | 0        | 90      | 37        | +53    | 12              |
| 2     | Checoslovaquia | 4        | 3        | 0         | 1        | 65      | 49        | +16    | 10              |
| 3     | Suecia         | 4        | 2        | 0         | 2        | 37      | 58        | -21    | 8               |
| 4     | RFA            | 4        | 1        | 0         | 3        | 63      | 53        | +10    | 6               |
| 5     | Yugoslavia     | 3        | 0        | 0         | 3        | 28      | 86        | -58    | 3               |